# San Buenaventura, Coahuila
San Buenaventura är en ort i Mexiko.   Den ligger i kommunen San Buenaventura och delstaten Coahuila, i den centrala delen av landet, 900 km norr om huvudstaden Mexico City. San Buenaventura ligger 499 meter över havet och antalet invånare är 18 822.
Terrängen runt San Buenaventura är platt, och sluttar norrut. Runt San Buenaventura är det ganska tätbefolkat, med 155 invånare per kvadratkilometer. Närmaste större samhälle är Ciudad Frontera, 17,7 km sydost om San Buenaventura. Omgivningarna runt San Buenaventura är i huvudsak ett öppet busklandskap.